# Haynal András
Haynal András (André Haynal) (Budapest, 1930. augusztus 13. – Genf, 2019. november 7.) magyar származású svájci pszichiáter, pszichoanalitikus, egyetemi tanár. Sigmund Freud és Ferenczi Sándor vitáinak fontos krónikásaként tartják számon, levelezésüket is publikálta.

## Életpályája
Édesapja, Haynal Imre (1892–1979) belgyógyász, a Magyar Tudományos Akadémia tagja volt. 1948–1951 között az Eötvös Loránd Tudományegyetem hallgatója volt. 1951–1956 között a Semmelweis Egyetem diákja volt. 1956-os forradalom diákjai között volt. 1956-ban Svájcba emigrált. Zürichben orvostudományt tanult. 1966-tól Genfben élt. Professzori állást töltött be az Általános Orvostudományi Karon, és kétszer volt vendégprofesszor a kaliforniai Stanford Egyetemen.

### Munkássága
Számos könyvet írt pszichoanalitikus témákról, amelyeket több nyelvre lefordítottak. Rekonstruálta a „helyes” analitikus kezelési technikáról szóló vitát. Friss képet adott a pszichoanalitikus kezdetek nyitottságáról és kísérletező kedvéről. Véleménye szerint azok a kérdések, amelyek Freud és Ferenczi nézeteltéréséhez vezettek, ma még aktuálisabbak. Bálint Mihály szerint ez a vita a pszichoanalízis történetének traumájává vált. Léon Wurmser a „Psyche” című könyvében úgy méltatta könyvét a technikavitáról, hogy az történeti, mégis rendkívül aktuális, filozófiai, mégis közvetlenül a pszichoterápiás gyakorlatra vonatkozó, szenvedélyes és magával ragadó, mégis szilárd és tudományosan megalapozott.

## Művei
- Disappearing and Reviving: Sandor Ferenczi in the History of Psychoanalysis (Karnac Books, 2002)
- Psychoanalytische Erkenntnis. Stuttgart: Kohlhammer, 1995 ISBN 3-17-012551-6
- Psychoanalysis and the sciences. Berkeley: Univ. of California Press, 1993 ISBN 0-520-08299-0
- Die Technik-Debatte in der Psychoanalyse. Frankfurt am Main: Fischer-Taschenbuch, 1989 ISBN 3-596-42311-2; Gießen: Psychosozial-Verlag, 2000 ISBN 3-89806-036-5
- Fanaticism. A Historical and Psychoanalytical Study. (Gemeinsam mit Miklos Molnàr und Gérard de Puymège.) New York: Schocken, 1983 ISBN 0-8052-3817-4
- Das Gespräch zwischen Arzt und Patient. Basel: F. Hoffmann-LaRoche, 1978
- Was ist medizinische Psychologie? Basel: F. Hoffmann-LaRoche, 1977

### Kiadóként
- The correspondence of Sigmund Freud and Sándor Ferenczi. Cambridge, Mass.: Belknap Press of Harvard Univ. Press
  - Volume 1. 1908–1914. Erschienen im Jahr 1993 ISBN 0-674-17418-6
  - Volume 2. 1914–1919. Erschienen im Jahr 1996 ISBN 0-674-17419-4
  - Volume 3. 1920–1933. Erschienen im Jahr 2000 ISBN 0-674-00297-0

### Magyarul
- Viták a pszichoanalízisben. Freud, Ferenczi, Bálint; ford. Ehmann Bea, Nádasdy Nóra; Thalassa Alapítvány–Cserépfalvi, Budapest 1996 (Thalassa könyvek)
- Párbeszéd vagy párviadal? A Freud-Ferenczi-kapcsolat és a pszichoanalízis; ford. Ehmann Bea; Gondolat Kiadói Kör–BIP, Budapest, 2003 (Modern pszichoanalízis)
- André Haynal–Mészáros Judit: Nemek és igenek. Magántörténelem és pszichoanalízis; ford. Kallai Nóra, Szabó Zsigmond, Kiszlinger Henrietta; Oriold, Budapest, 2012

## Díjai
- Ferenczi Sándor-emlékérem (2003)[4]

## Fordítás
- Ez a szócikk részben vagy egészben  az   André Haynal című német Wikipédia-szócikk ezen változatának fordításán alapul.  Az eredeti cikk szerkesztőit annak laptörténete sorolja fel. Ez a jelzés csupán a megfogalmazás eredetét és a szerzői jogokat jelzi, nem szolgál a cikkben szereplő információk forrásmegjelöléseként.